# Matabelina ectobioides
Matabelina ectobioides är en kackerlacksart som först beskrevs av Robert Walter Campbell Shelford 1910.  Matabelina ectobioides ingår i släktet Matabelina och familjen småkackerlackor. Inga underarter finns listade i Catalogue of Life.